# Friesischer Klootschießer-Verband
Der Friesische Klootschießerverband (FKV) ist der Dachverband der ostfriesischen und oldenburgischen Klootschießer und Boßler. Er vertritt damit mehr als 30.000 Mitglieder in über 240 Vereinen. Seine Mitglieder sind der Landesklootschießerverband Ostfriesland und der Klootschießerlandesverband Oldenburg. Der FKV ist ein eingetragener Verein mit Sitz in Jever, Mitglied im Landessportbund Niedersachsen und in der International Bowlplaying Association.

## Geschichte

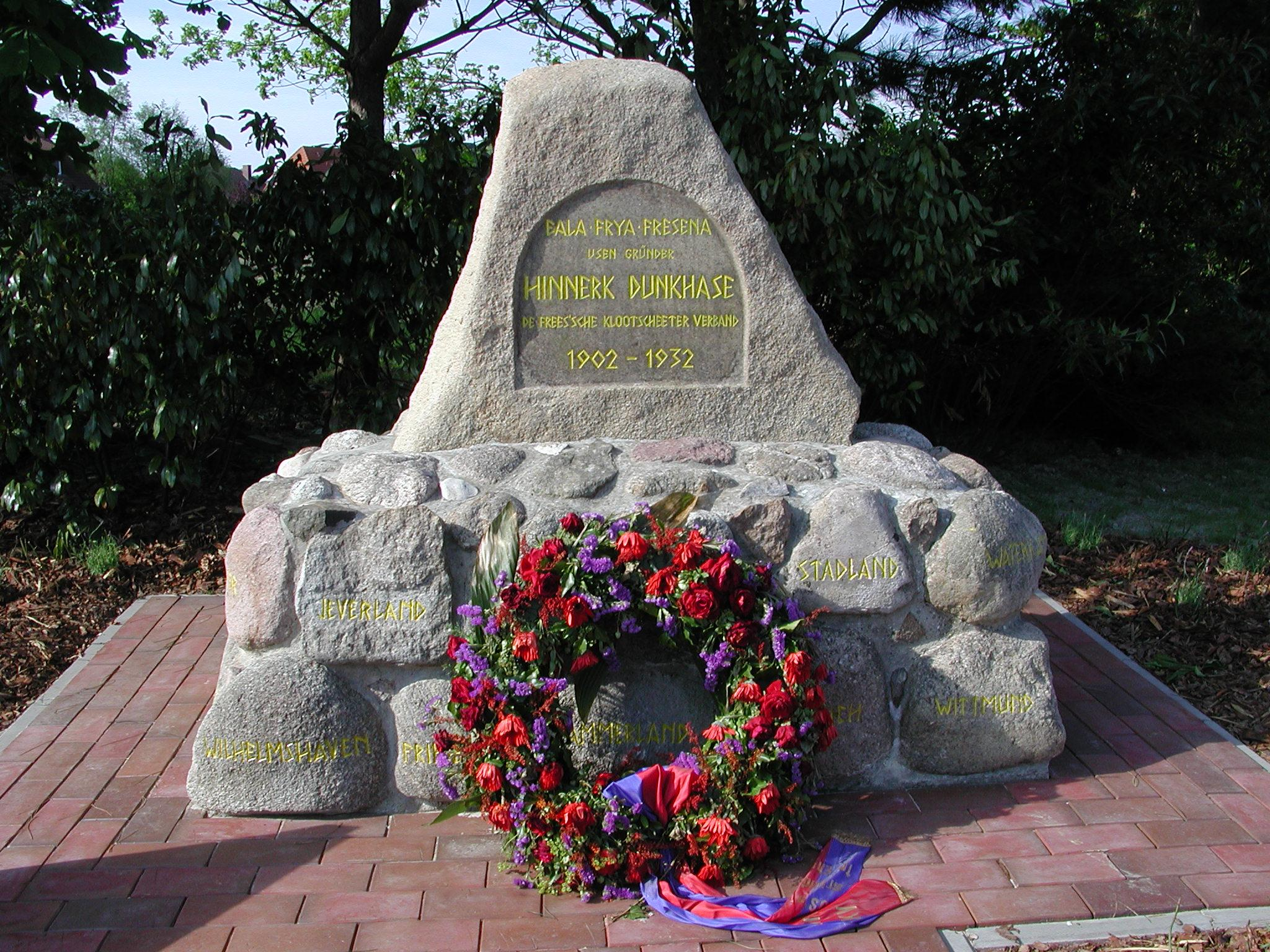
Denkmal für Hinrich (Hinnerk) Dunkhase in Burhave

Der FKV wurde am 25. Mai 1902 auf Betreiben von Hinrich Dunkhase (1857–1905) aus Butjadingen-Burhave und Gerhard Gerdes (1863–1933) aus Ostochtersum von ostfriesischen und oldenburgischen Vereinen gegründet. Dunkhase war bis zu seinem Tod dessen erster Vorsitzender.
Der Verband richtete in den ersten Jahren vor allem Klootschießer-Feldkämpfe zwischen Ostfriesland und dem Oldenburger Land aus. Diese Länderkämpfe waren sportliche Großereignisse ihrer Zeit mit Volksfestcharakter und wurden von tausenden Zuschauern – Käkler und Mäkler genannt – besucht und fachkundig begleitet. Es gab auch Kontakte zu Klootschießern im Schleswig-Holstein und Länderkämpfe in den Jahren 1903, 1930 und 1938. Im Dritten Reich wurde der FKV wie alle anderen Sportverbände der Gleichschaltung unterworfen und aufgelöst. Boßeln und Klootschießen wurde von den Nazis für ihre Zwecke vereinnahmt.
Nach dem Zweiten Weltkrieg gründete sich zunächst 1947 der Landesklootschießerverband Ostfriesland. Auf dessen Initiative wurde am 1. November 1947 die Versammlung zur Wiedergründung des FKV abgehalten. Meinhard Wieting aus Esens wurde zum Vorsitzenden gewählt. Der Verband wurde 1951 gegründet.

## Spielbetrieb
Der FKV organisiert den überregionalen Spielbetrieb für die Boßler und Klootschießer seiner beiden Landesverbände.

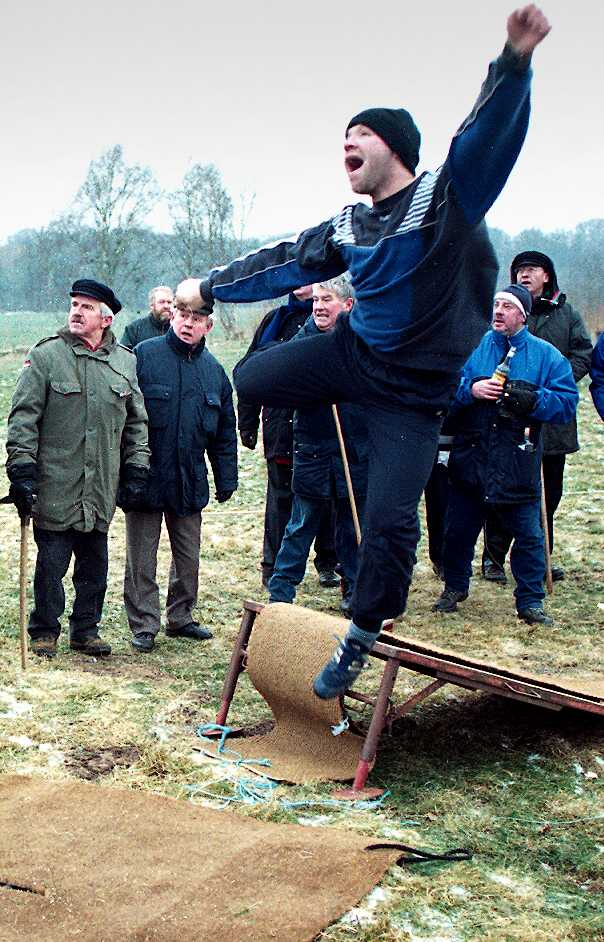
Klootschießer beim Feldkampf

Der Klootschießer-Feldkampf wird einmal im Jahr möglichst bei gefrorenem Boden ausgetragen, abwechselnd in Oldenburg und Ostfriesland. Geworfen wird in den drei männlichen Altersklassen Jugend, Junioren und Hauptklasse. Zu diesem traditionsreiche Länderkampf fordert der Unterlegene des letzten Aufeinandertreffens abhängig von der Wetterlage kurzfristig durch das „Aufhängen“ der Klootkugel auf.
Die FKV-Einzelmeisterschaft im Klootschießen wird einmal im Jahr als Standkampf „mit der Hollandkugel“ in sieben weiblichen und zehn männlichen Altersklassen ausgetragen.
Im Straßenboßeln ermitteln die Landesmeister aus Ostfriesland und Oldenburg seit 1963 den FKV-Mannschaftsmeister, anfangs nur in der Altersklasse Männer I, nach und nach auch in allen anderen Klassen, angefangen bei Jugend F bis hin zu Männer V. In den sogenannten Königsklassen – Landesliga Männer und Landesliga Frauen – werden die FKV-Meister in einer Finalrunde, in etwa vergleichbar mit der Champions League im Fußball, ermittelt. Dafür sind jeweils die drei erstplatzierten Landesliga-Mannschaften beider Verbände qualifiziert. Rekordtitelträger bei den Männern ist der Verein „Gute Hoffnung“ Pfalzdorf der Rekordmeister, bei den Frauen Ihlowerfehn.
Ebenfalls in allen Altersklassen werden Einzelmeisterschaften bestritten, an denen die jeweiligen Landesmeister der beiden Verbände teilnehmen.

### Championstour
Für seine Spitzen-Boßler hat der Verband in der Saison 2000/01 ein Ranglistenwerfen, genannt Championstour, eingeführt. In zehn (ab der Saison 2009/10 acht) Wettkampfrunden ermitteln je 30 Werfer (Männer und Frauen getrennt) nach einem Punktesystem die „Boßler des Jahres“. In Jahren mit nationalen oder internationalen Wettbewerben gilt das Ranglistenwerfen gleichzeitig als Qualifikation für den Kader des FKV.
| Boßler des Jahres | Boßler des Jahres | Boßler des Jahres  |
| ----------------- | ----------------- | ------------------ |
| 2000/01           | Jörg Gronewold    | Kerstin Friedrichs |
| 2001/02           | Karsten Biermann  | Simone Davids      |
| 2002/03           | Frido Walter      | Kerstin Friedrichs |
| 2003/04           | Ralf Rocker       | Rena Ahlrichs      |
| 2004/05           | Robert Djuren     | Sonja Kotte        |
| 2005/06           | Frido Walter      | Kerstin Friedrichs |
| 2006/07           | Ralf Klingenberg  | Sandra Schimanski  |
| 2007/08           | Henning Feyen     | Simone Davids      |
| 2008/09           | Thorsten Held     | Simone Davids      |
| 2009/10           | Ralf Rocker       | Simone Davids      |
| 2010/11           | Ralf Rocker       | Fenja Frerichs     |
| 2011/12           | Robert Djuren     | Anke Klöpper       |

Die Boßler des Jahres nehmen auf Einladung am King and Queens of the Roads-Wettkampf des irischen Boßelverbands Ból Chumann na hÉireann teil, der jährlich im Oktober in der Grafschaft Cork ausgetragen wird. Dort treffen sie auf die besten Boßler aus Irland, Nordirland und den Niederlanden. Diesen traditionsreichen Wettbewerb haben bisher vom FKV Antje Schöttler-Gerjets (1997) und Kerstin Friedrichs (2006) gewonnen.

## Deutsche und Europameisterschaften
Ab 1960 gab es regelmäßig Wettkämpfe gegen den Verband Schleswig-Holsteinischer Boßler (VSHB) im Klootschießen. Gemeinsam mit dem (VSHB), der Nordhorner Sport-Kloatscheeter Vereinigung (NSKV) sowie dem Klootschießer- und Boßelverband Nordrhein-Westfalen (KBV NRW) veranstaltet der FKV die deutschen Meisterschaften im Boßeln, die alle vier Jahre (ab 2014)reihum ausgetragen werden. Zuletzt war der FKV 2019 Gastgeber der DM in Dietrichsfeld.
Als Gründungsmitglied der International Bowlplaying Association (IBA) nimmt der FKV an den Boßel-Europameisterschaften teil, die seit 1980 alle vier Jahre ausgetragen werden. Dafür stellt der Verband einen Kader aus ostfriesischen und oldenburgischen Sportlern. Der FKV war bisher dreimal Gastgeber der Boßel-Euro: 1974 in Jever, 1988 in Norden und 2004 in Westerstede. Die nächste EM findet vom 9. bis 12. Mai 2024 in Neuharlingersiel statt.